# Phyciodes phaon
Phyciodes phaon is een vlinder uit de familie Nymphalidae. De wetenschappelijke naam van de soort is voor het eerst geldig gepubliceerd in 1864 door William Henry Edwards.